# Los Supersónicos: la película
Los Supersónicos: la película es una película animada de ciencia ficción de 1990, producida por Hanna-Barbera Productions y realizado por Universal Pictures, basada en la famosa serie Los Supersónicos.
La película cuenta con las funciones finales del cine para ambos, George O'Hanlon y Mel Blanc que murieron durante la producción de la película. La película está dedicada tanto a sus recuerdos.

## Argumento
George queda ascendido al cargo de vicepresidente corporativo de la fabrica de asteroides, convirtiéndose en la segunda persona después del Sr. Espacial. Estas nuevas tareas incluyen el control sobre la nueva sucursal de la empresa, pero George no sabe que 4 de sus predecesores han desaparecido poco después de asumir el trabajo debido a los misteriosos sabotajes de la fabrica.

## Reparto
- George O'Hanlon (†): Voz de George Supersónico.
- Mel Blanc (†): Voz de Espacial.
- Penny Singleton: Voz de Jane Supersónico.
- Tiffany: Voz de Judy Supersónico.
- Patric Zimmerman: Voz de Elroy Supersónico.
- Don Messick: Voz de Astro, El Perro.
- Jean Vanderpyl: Voz de Rosie Robotina.

### Hispañoamerica
- Roberto Alexander: voz de Súper Sonico
- Marcela Bordes: voz de Ultra Sonico
- Patricia Pontón: voz de Lucero Sonico
- Víctor Mares Jr.: voz de Cometín Sonico
- Edgar Wald: voz de Astro

## Banda sonora
La banda sonora fue lanzado por MCA Records el 25 de mayo de 1990. La puntuación de película, compuesta por John Debney, se omitió en la versión comercial, pero más tarde se publicó como un álbum promocional con su partitura para la película de televisión de Jonny's Golden Quest.
1. "We're the Jetsons" (Jetsons' Rap) - XXL
2. "With You All the Way" - Shane Sutton
3. "You and Me" - Tiffany
4. "I Always Thought I'd See You Again" - Tiffany
5. "Maybe Love" - Steve McClintock
6. "Stayin' Together" - Shane Sutton
7. "Through the Blue" - Gayle Rose
8. "Mall Theme" - John Duarte
9. "Home" - Tiffany
10. "Jetsons Main Title" - The Stunners
11. "Wind of Change" - Scorpions